# GeoRSS
GeoRSS è uno standard emergente di formato di file per la rappresentazione dell'informazione geografica mediante un flusso  Feed Web. Il nome "GeoRss" è dovuto all'RSS, che è il formato più diffuso per la distribuzione di contenuti Web basato su XML.
Nel GeoRSS il contenuto geografico consiste in punti, linee e poligoni di interesse geografico e le relative informazioni. I GeoRSS sono progettati per essere utilizzati da software geografici come i "map generator".
Sono stati individuati due standard GeoRSS: GeoRSS GML (Geography Markup Language) e GeoRSS Simple. GeoRSS GML è un linguaggio per la strutturazione (OGC GML), che supporta più funzioni rispetto alla versione semplificata.
GeoRSS può essere utilizzato per estendere sia RSS 1.0 che 2.0, così come Atom.

## Esempi
Esempio di GeoRSS Simple per Atom.
```
<?xml version="1.0" encoding="utf-8"?>
<feed xmlns="
http://www.w3.org/2005/Atom
" 
      xmlns:georss="
http://www.georss.org/georss
 
Archiviato
 il 3 marzo 2010 in 
Internet Archive
.
">
  <title>Earthquakes</title>
  <subtitle>International earthquake observation labs</subtitle>
  <link href="http://example.org/"/>
  <updated>2005-12-13T18:30:02Z</updated>
  <author>
     <name>Dr. Thaddeus Remor</name>
     <email>tremor@quakelab.edu</email>
  </author>
  <id>
urn:uuid:60a76c80-d399-11d9-b93C-0003939e0af6
</id>
  <entry>
     <title>M 3.2, Mona Passage</title>
     <link href="{{collegamento interrotto|1=http://example.org/2005/09/09/atom01"/ |data=maggio 2018 |bot=InternetArchiveBot }}>
     <id>
urn:uuid:1225c695-cfb8-4ebb-aaaa-80da344efa6a
</id>
     <updated>2005-08-17T07:02:32Z</updated>
     <summary>We just had a big one.</summary>
     <georss:point>45.256 -71.92</georss:point>
  </entry>
</feed>
```

Frammento di schema per GeoRSS GML codificato in RSS 2.0 
```
 <?xml version="1.0" encoding="UTF-8"?>
 <rss version="2.0" 
      xmlns:georss="
http://www.georss.org/georss
 
Archiviato
 il 3 marzo 2010 in 
Internet Archive
.
" 
      xmlns:gml="
http://www.opengis.net/gml
">
   <channel>
   <link>
https://maps.google.com/
</link>
   <title>Cambridge Neighborhoods</title>
   <description>One guy's view of Cambridge, MA</description>
   <item>
     <guid isPermaLink="false">00000111c36421c1321d3</guid>
     <pubDate>Thu, 05 Apr 2007 20:16:31 +0000</pubDate>
     <title>Central Square</title>
     <description>The heart and soul of the "old" Cambridge. Depending on where you 
              stand, you can feel like you're in the 1970s or 2020.</description>
     <author>rajrsingh</author>
     <gml:Polygon>
       <gml:exterior>
         <gml:LinearRing>
           <gml:posList>
             -71.106216 42.366661
             -71.105576 42.367104
             -71.104378 42.367134
             -71.103729 42.366249
             -71.098793 42.363331
             -71.101028 42.362541
             -71.106865 42.366123
             -71.106216 42.366661
           </gml:posList>
         </gml:LinearRing>
       </gml:exterior>
     </gml:Polygon>
   </item>
   <item>
     <guid isPermaLink="false">00000111c365564928974</guid>
     <pubDate>Thu, 05 Apr 2007 20:17:50 +0000</pubDate>
     <title>MIT</title>
     <description>Massachusetts Institute of Technology</description>
     <author>rajrsingh</author>
     <gml:Polygon>
     <Snip and end fragment>
```

Esempio di W3C geo GeoRSS
```
<?xml version="1.0"?>
<?xml-stylesheet href="/eqcenter/catalogs/rssxsl.php?feed=eqs7day-M5.xml" type="text/xsl" 
                 media="screen"?>
<rss version="2.0" 
     xmlns:geo="
http://www.w3.org/2003/01/geo/wgs84_pos#
" 
     xmlns:dc="
http://purl.org/dc/elements/1.1/
">
 <channel>
    <title>USGS M5+ Earthquakes</title>
    <description>Real-time, worldwide earthquake list for the past 7 days</description>
    <link>
https://web.archive.org/web/20091027192037/http://earthquake.usgs.gov/eqcenter/%3C/link
>
    <dc:publisher>U.S. Geological Survey</dc:publisher>
    <pubDate>Thu, 27 Dec 2007 23:56:15 PST</pubDate>
    <item>
      <pubDate>Fri, 28 Dec 2007 05:24:17 GMT</pubDate>
      <title>M 5.3, northern Sumatra, Indonesia</title>
      <description>December 28, 2007 05:24:17 GMT</description>
      <link>
https://web.archive.org/web/20071231133929/http://earthquake.usgs.gov/eqcenter/recenteqsww/Quakes/us2007llai.php%3C/link
>
      <
geo:lat
>5.5319</
geo:lat
>
      <
geo:long
>95.8972</
geo:long
>
    </item>
  </channel>
</rss>
```

## Esempi di Implementazione di GeoRSS
Feed di Esempio
- Earthpublisher, Press Releases around the world (W3C GeoRSS).
- GeoNetwork opensource: Simple e GML - feeds.
- USGS Real-time, worldwide earthquake list for the past 7 days (W3C GeoRSS).

Uso ed implementazione
- Google Maps: Google Maps API blog posting Supporto su Google per le codifiche GeoRSS Simple, GML, e W3C.
- Yahoo Maps Archiviato il 15 marzo 2015 in Internet Archive., riferimento per l'uso di GeoRSS in "Yahoo Maps Web Services".
- Virtual Earth: supporto Microsoft Virtual Earth per GeoRSS geo, simple e GML.
- GeoPress WordPress e MovableType plugins per aggiungere GeoRSS al tuo blog.
- Mapufacture GeoRSS Feed Aggregator.
- MapQuest MapQuest Embeddable Map using GeoRSS Feed.

Progetti open source
- OpenLayers Demo con OpenLayers GeoRSS parser. GeoRSS geo e simple sono supportati.
- GeoServer

Prodotti
- Cadcorp GeoRSS built into Cadcorp SIS.
- CubeWerx WFS The new release of the CubeWerx OGC Web Feature Service product supports GeoRSS GML.
- Ionic/Leica Geosystems Archiviato il 28 settembre 2007 in Internet Archive. The use of GeoRSS in Ionic redSpider products
- Bay of Islands Contains GeoRSS information about local accommodation
- MarkLogic Provides support for geospatial queries using GeoRSS/Simple markup.